# Acontia insocia
Acontia insocia is een vlinder uit de familie van de uilen (Noctuidae). De wetenschappelijke naam werd voor het eerst geldig gepubliceerd in 1858 door Francis Walker.
De soort komt voor in het Afrotropisch gebied.